# The Mix
| Recensione | Giudizio |
| ---------- | -------- |
| AllMusic   |          |

The Mix è il decimo album in studio del gruppo musicale tedesco Kraftwerk, pubblicato nel giugno 1991.

## Descrizione
Si tratta del primo album eseguito con una nuova formazione del gruppo (Karl Bartos aveva lasciato il gruppo poco prima delle registrazioni dell'album mentre Wolfgang Flür aveva abbandonato il gruppo nel 1987).
The Mix è una raccolta di alcuni dei successi dei Kraftwerk pubblicati tra il 1974 e il 1986, in versione arrangiata e registrata nuovamente in studio secondo la tecnologia digitale. L'album contiene anche due brani inediti: Dentaku, versione giapponese di Taschenrechner, che il gruppo propone durante i concerti in Giappone, e Abzug, una traccia finora pubblicata solamente nell'edizione dell'album Trans Europa Express destinata al mercato tedesco. Diversi brani dell'album vengono inoltre proposti ancora oggi dal gruppo durante i loro concerti.

## Tracce
1. Die Roboter – 8:55
2. Computer Love – 6:35
3. Taschenrechner – 4:30
4. Dentaku – 4:30
5. Autobahn – 9:25
6. Radioactivity – 6:55
7. Trans-Europe Express – 3:20
8. Abzug – 3:20
9. Metal on Metal – 5:00
10. Home Computer – 8:00
11. Musique Non Stop – 6:40

## Formazione
- Ralf Hütter - voce, Synclavier
- Florian Schneider - voce, sintetizzatore, vocoder
- Karl Bartos - sintetizzatori
- Fritz Hilpert - percussioni elettroniche

## Classifiche
| Classifica (2021) | Posizione massima |
| ----------------- | ----------------- |
| Grecia            | 45                |

- Austria #12[3]
- Regno Unito #15
- Svizzera #27[4]